# La danza del diavolo
Pour plus de détails, voir Fiche technique et Distribution.
La danza del diavolo (littéralement : La Danse du Diable) est un film italien réalisé par Giuseppe De Liguoro, sorti en 1914.
Ce film muet en noir et blanc narre l'amour d'une jolie danseuse pour un prince cynique qui finira par la délaisser pour une riche héritière.

## Synopsis
Nelly Weston, célèbre et jolie danseuse, s'éprend d'amour pour le prince Albert de Villiers, un homme cynique qui, après avoir succombé à ses charmes, finit par la délaisser pour une riche héritière, suscitant la terrible vengeance de Nelly…

## Fiche technique
- Titre original : La danza del diavolo
- Réalisation : Giuseppe De Liguoro
- Scénario : Felix Narbonne
- Photographie : Maggiorino Zoppis
- Société de production : Etna film (it), Catane
- Société de distribution : Etna film
- Pays d'origine :  Royaume d'Italie
- Langue : italien
- Format : Noir et blanc — 35 mm — 1,33:1 — Muet
- Genre : Film dramatique
- Longueur de pellicule : 1 129 mètres
- Année : 1914
- Durée : 41 minutes
- Dates de sortie :
  -  Royaume d'Italie : 16 novembre 1914
- Autres titres connus :
  -  Royaume-Uni : Devil's Dance

## Distribution
- Lia Monesi-Passaro : Nelly Weston, « la gigolette », danseuse
- Wladimiro De Liguoro (it) : un danseur, son compagnon
- Alfonso Cassini (it) : le duc Maximilien
- Giovanni Pastore : Raoul
- Alessandro Rocca : le prince Albert de Villiers
- Simone Sandre : Elsa de Lussac